# Bono (Olaszország)
Bono település Olaszországban, Szardínia régióban, Sassari megyében. Lakosainak száma 3313 fő (2023. január 1.). Bono Anela, Bonorva, Bottidda, Bultei, Burgos, Nughedu San Nicolò, Oniferi, Orotelli és Benetutti községekkel határos.

## Népesség
A település népességének változása:
| Lakosok száma | 3545 | 3531 | 3313 |
|               | 2017 | 2018 | 2023 |